# O-ring

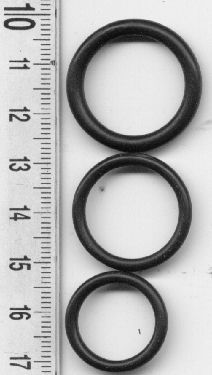
Alguma pequenas O-rings

Diversos perfis

Um O-ring, anel O-ring ou anel de vedação O-Ring, também conhecido como junta tórica, é uma junta em formato de anel. É composto geralmente por elastômeros e possui diversos perfis com base em sua aplicação. Foi desenvolvida para ser uma junta seladora flexível, que aguente alta temperatura e não deixe vazão de líquidos ou gases.  É utilizada em diversos sistemas pneumáticos e hidráulicos.
A patente do O-ring foi firmada em 1937 por um dinamarquês de 72 anos chamado Niels Christensen.